# Бранкафора (Виченца)
Бранкафора је насеље у Италији у округу Виченца, региону Венето.
Према процени из 2011. у насељу је живело 142 становника. Насеље се налази на надморској висини од 498 м.